# Sjoerte (gemeente)
Sjoerte (Oekraïens:: Сюрте, Hongaars: Szürte) is een gemeente in Oekraïne in de oblast Transkarpatië in de rajon Oezjhorod. De gemeente ligt tussen de Hongaarse grens en de hoofdstad Oezjhorod.
De bevolking van de gemeente is 9.465 na de samenvoegingen per 25 oktober 2020, 70% van de bevolking is Hongaars, behorend tot de Hongaarse minderheid in Oekraïne..
De gemeente bestaat uit twaalf dorpen:
- Sjoerte, Сюрте (Hongaars:Szürte) (1.898 inwoners)
- Veliki Heivtsi, Великі Геївці (1062 inwoners, 77,6% Hongaren)
- Mali Heivtsi, Малі Геївці (760 inwoners, 92% Hongaren)
- Ruski Heivtsi, Руські Геївці (126 inwoners, Oekraïners)
- Haloch, Галоч (Hongaars: Gálocs), 498 inwoners in 2001 (87,95% Hongaren)
- Batfa, Батфа (Hongaars:Bátfa), 231 inwoners in 2001 (79,65% Hongaren)
- Pallo, Палло (Hongaars: Palló), 422 inwoners in 2001 (72,99% Hongaren)
- Paladj-Komarivtsi, Паладь-Комарівці (Hongaars: Palágykomoróc) 834 inwoners
- Mali Selmentsi, Малі Селменці (Hongaars: Kisszelmenc) 200 inwoners
- Rativtsi, Ратівці (Hongaars: Rát) 1470 inwoners, in het merendeel Hongaren (80,6%)
- Tijglas, Тийглаш (Hongaars: Kistéglás) (551 inwoners)
- Chaslivtsi, Часлівці (Hongaars: Császlóc) 820 inwoners (49,88% Hongaren)